# Tommy Gemmell
Thomas „Tommy“ Gemmell (16. října 1943 Motherwell – 2. března 2017) byl skotský fotbalista. Hrával na pozici obránce.
Za skotskou reprezentaci odehrál 18 utkání a vstřelil 1 branku.
Se Celticem Glasgow vyhrál v sezóně 1966/67 Pohár mistrů evropských zemí. Gemmel dal branku ve finálovém zápase hraném v Lisabonu (odtud přezdívka Lisabonští lvi pro celé mužstvo Celticu z té doby). S Celticem hrál finále Poháru mistrů i v sezóně 1969/70 a i v tomto zápase skóroval, byť nakonec Celtic prohrál s Feyenoordem Rotterdam. Sedmkrát (a to sedmkrát po sobě) se s Celticem stal mistrem Skotska (1966–1972) a pětkrát vybojoval skotský pohár.
V anketě Zlatý míč, která hledala nejlepšího fotbalistu Evropy, se umístil dvakrát. Roku 1967 skončil šestý, roku 1968 čtyřiadvacátý.